# Болгарская кухня

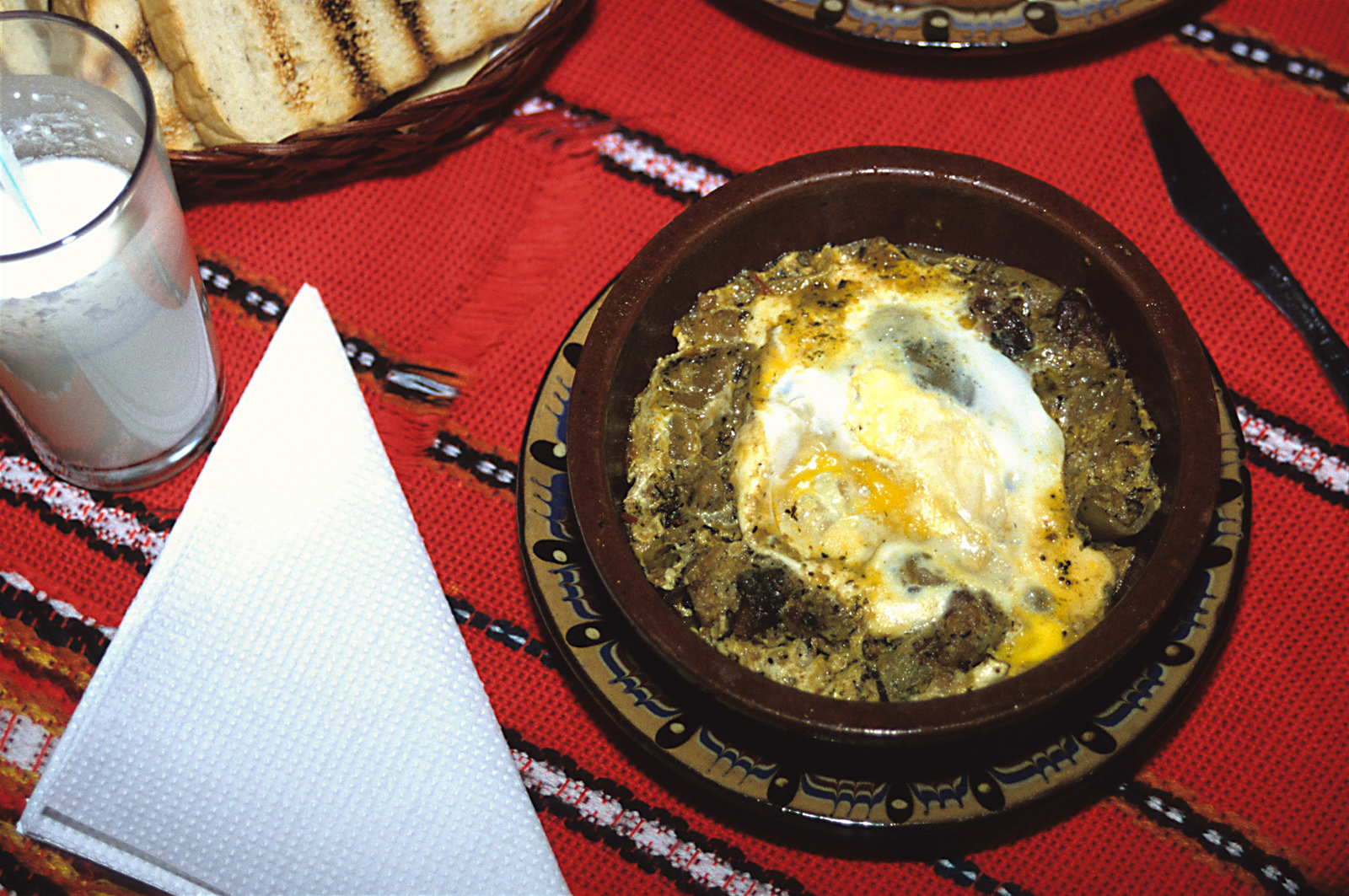
Копривщенская каварма

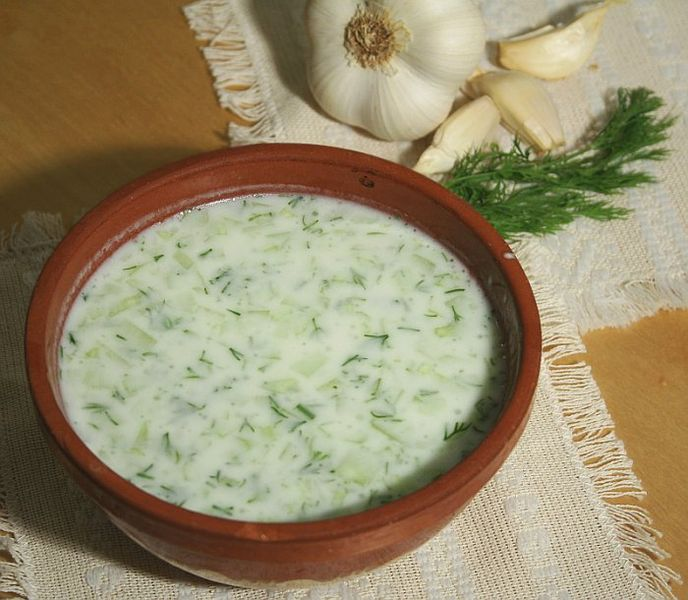
Таратор

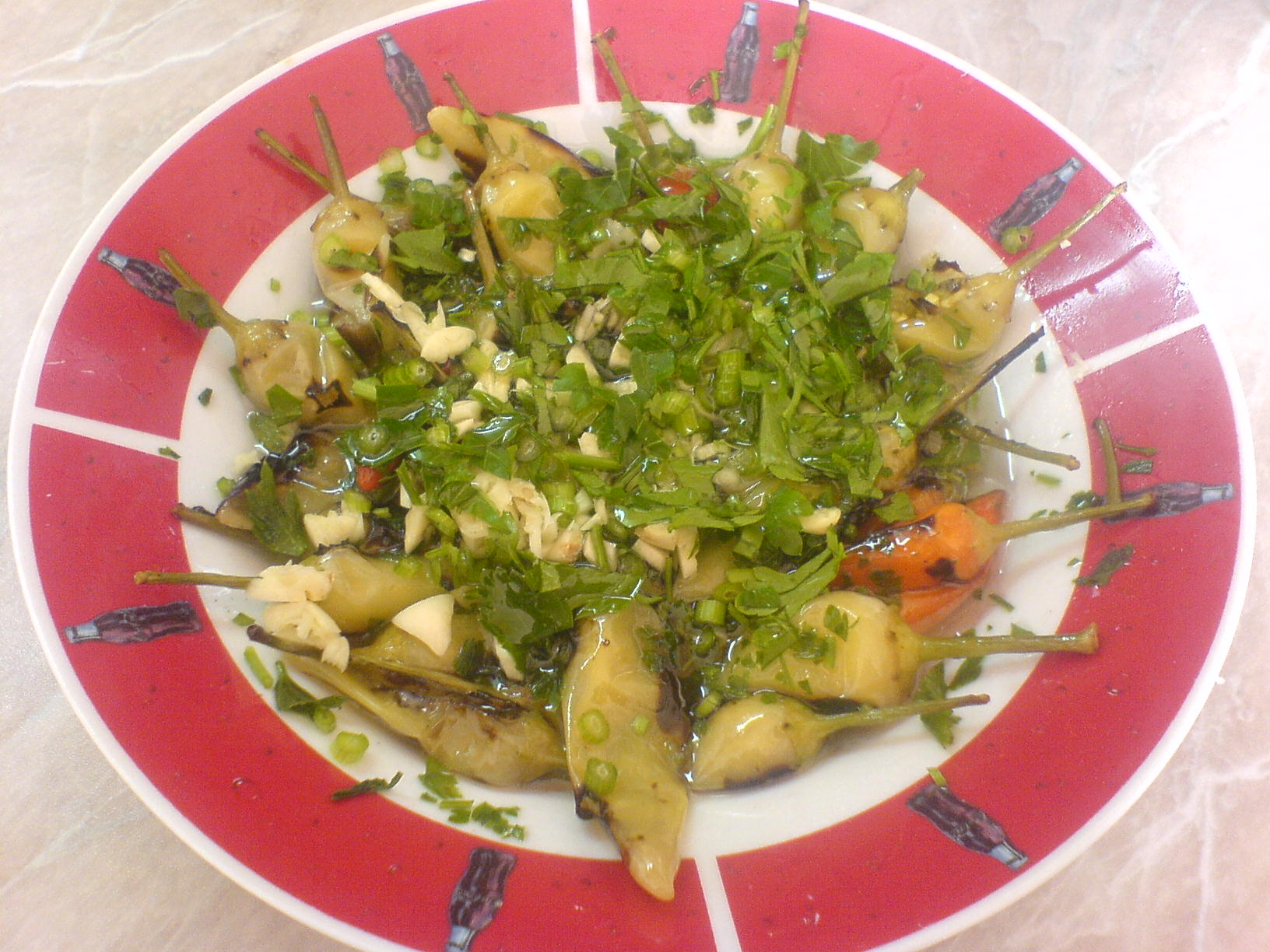
Салат из печёного перца

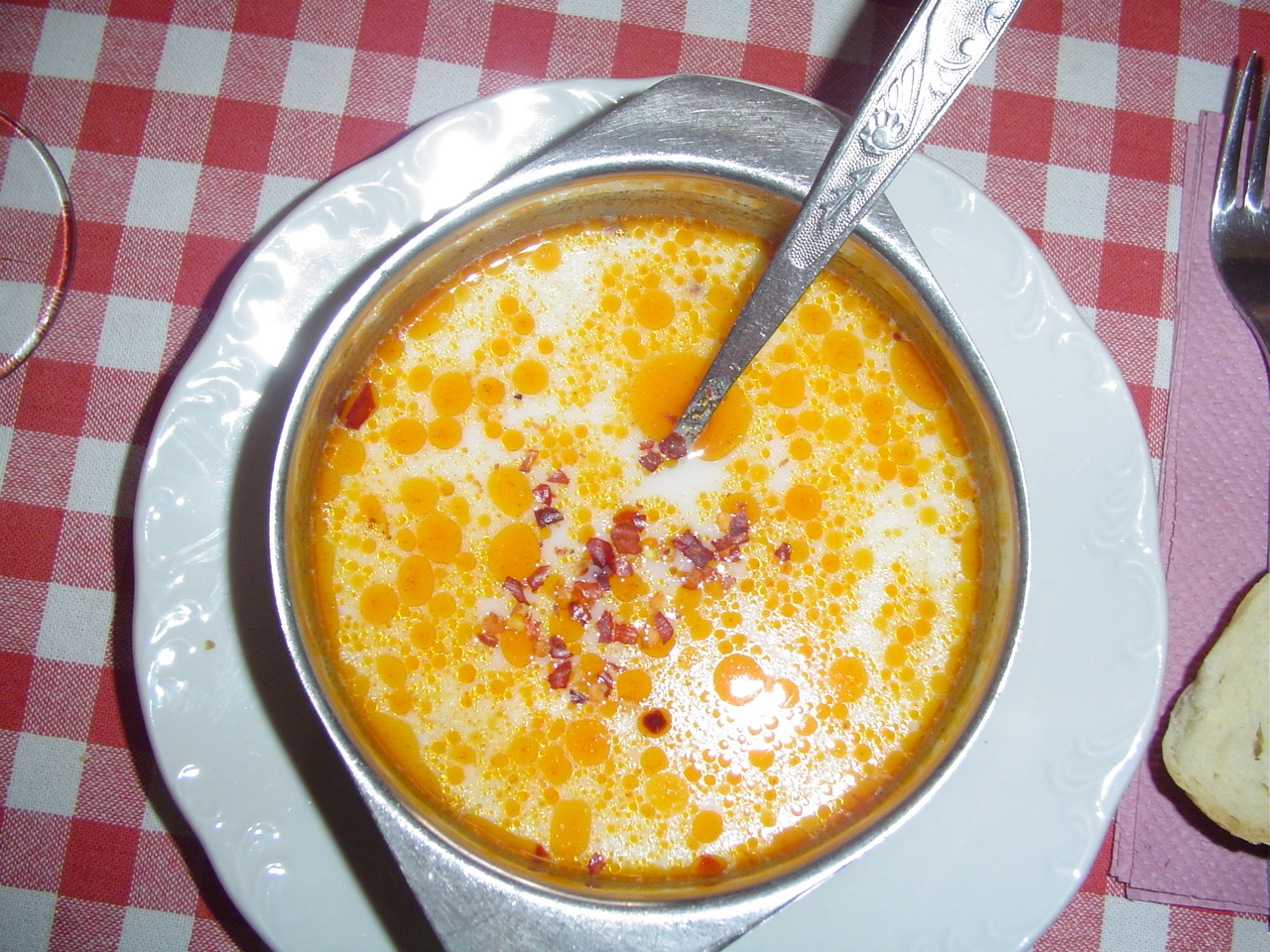
Шкембе-чорба (суп из рубца)

Болга́рская ку́хня (болг. Българска кухня) — национальная кухня, распространенная в Болгарии и других странах Юго-Восточной Европы. Болгарская кухня схожа с турецкой и греческой. Это связано со схожим географическим положением стран и общностью исходных продуктов, и длительными историческими связями. Также достаточное влияние оказали армянская, итальянская, венгерская и средиземноморская кухня.

## Специфика кухни
Болгарская кухня основана на широком использовании овощей, трав и фруктов. Широко используются разные виды мяса, пресноводная и морская рыба. Кухня богата рецептами салатов, горячих и холодных супов.
Особенностью приготовления является тепловая обработка продуктов на слабом огне в течение часа, продукты главным образом готовятся одновременно в составе одного блюда. Мясо тушат, как и овощи, или приготавливают на углях на вертеле или решётке, которая называется «скара». Другой особенностью является массовое применение свежей и консервированной зелени, добавляемой при приготовлении мясных блюд. Более часто, по сравнению с другими кухнями, в блюдах используются лук, чеснок, красный, черный и душистый перец, лавровый лист, петрушка, чабер, мята. Важное место занимают молочные продукты, особенно характерны йогурт (болг. ки́село мля́ко) со специфическим острым вкусом и брынза (болг. си́рене). Блюда болгарской кухни очень жирные и густые, особенно это касается горячих блюд. Вид жира, используемого при приготовлении блюд, соответствует составу блюда: растительные продукты готовят на растительном жире, мясные — на животном.
Традиционной кухне Болгарии присуща выраженная сезонность, зимняя кухня более калорийна, содержит больше зерновых продуктов. Летняя еда преимущественно холодная, основана на свежих овощах и зелени, кисломолочных продуктах. Развито домашнее консервирование. Мясо для хранения засаливают с последующей изоляцией от воздуха (саздырма, луканка) или сушкой (пастырма), рыбу сушат. Молоко запасается в виде брынзы, катыка и других продуктов длительного хранения. Излишки овощей заквашивают, получая кислые овощные смеси (туршия). Фрукты перерабатывают в варенье, мармелад, пастилу или используют для производства алкогольных напитков.

## Традиционная кулинария
Как и в любой национальной кухне, в болгарской существуют блюда, которые готовятся к определённым народным, религиозным или государственным праздникам. Например, постную сарми и чушки (перцы) на Сочельник, капаму (тушёное блюдо из нескольких видов мяса и колбасы с квашеной капустой) и другие блюда с квашеной капустой на Новый год, рыбу на день Святого Николая (6 декабря), баницу и халву на Масленицу, козунак на Пасху, ягнёнка на День храбрости (день Святого Георгия).

## История
Традиционная болгарская кухня формировалась под влиянием целого ряда факторов, от географическо-климатических до бытовых и культурных обычаев и традиций. На протяжении многовековой истории до начала XXI века кухня отличалась консерватизмом, традиции питания и хранения пищи существенно не изменялись. Археологические и исторические сведения об исконной кухне болгар скудны, однако известно, что фракийцы были земледельцами, выращивали разные зерновые культуры. Славяне выращивали просо и пшеницу, а также содержали домашних животных разных видов. Основной пищей праболгар были свежее и сушёное мясо, молоко, рыба. В длительных походах праболгары возили с собой мучные продукты длительного хранения, а на кратких стоянках разнообразили рацион местными свежими овощами.
При раскопках в Плиске обнаружены свидетельства, что к VIII веку в этих местах ели различное мясо: свинину, баранину, говядину, домашнюю птицу и др. Известно, что в IX веке в Болгарии имелись мельницы и молочные хозяйства. Арабский писатель, живший в Болгарии в начале X века, рассказывал, что трапеза включала хлеб, мясо, молоко, лук и напитки. В XI—XIII веках потребность в углеводах удовлетворялась за счёт пшеницы, ржи, проса и ячменя. Жир употреблялся преимущественно животный — масло и бараний жир, в меньшей степени свиное сало. Источником растительных жиров были орехи, оливковое масло применялось редко, а подсолнечник, кунжут и другие масличные культуры ещё не были известны. С начала XVI века во Фракии выращивали, помимо зерновых, чечевицу, горох, бахчевые, огурцы, разные виды луков, петрушку, тимьян, листовой салат и сельдерей. Овощи американского происхождения появились в Болгарии в разное время и разными путями. Стручковый перец, особенно жгучие разновидности, распространились по Балканскому полуострову в XVI столетии. Тогда же в Средиземноморье и Балканы были завезены бобы, позднее распространившиеся отсюда по Европе. Картофель завезён в Болгарию из Чехии и Греции. А томаты не были популярными вплоть до 20-х годов XX века.
Турецкий путешественник XVII века Евлия Челеби в путевых заметках сообщал, что в Болгарии имелись многочисленные и разнообразные поля, бахчи, сады и виноградники, одной только пшеницы выращивали семь видов. В трактирах и гостиницах подавали суп (болг. чорба) из булгура, пилав, рис и яхнии, жаркое и кебабы из баранины, рыбу, компот (болг. ошав) и медовуху. В сёлах и на молочных фермах предлагали кислое молоко (болг. кисело мляко), каймак, творог (болг. извара), свежий и рассольный мягкий сыр (болг. сирене), выдержанный сыр (болг. кашкавал). На природных лугах паслось множество овец, коз, коров и буйволов. Жители успешно промышляли охотой и рыболовством. В некоторых районах производили халву и бузу (болг. боза). Встречались большие насаждения каштанов.
Первую болгарскую кулинарную книгу «Готварска книга или наставления за всякакви гозби според както ги правят в Цариград и разни домашни справки. Събрани от разни книги» составил и издал Петко Славейков в 1870 году.
После получения Болгарией независимости предприниматели из разных стран Европы стали открывать рестораны в болгарских городах. Кухня Болгарии ощутила заметное влияние немецкой, чешской, австрийской («венской»), итальянской, но главным образом французской кухонь. В годы после Второй мировой войны заметный дефицит основных продуктов стал причиной изменений в национальной кухне. В то же время, развитие туризма дало начало целому ряду «эмблематичных» болгарских блюд, таких как яйца по-панагюрски, боб-чорба по-монастырски, шопский салат и других.

## Традиционные болгарские блюда

### Закуски, салаты, печёности
Основой многих блюд болгарской кухни являются сыры, это и брынза (болг. сирене) и жёлтый ферментированный сыр (болг. кашкавал). Сыры являются ингредиентами многих салатов и запеканок. В болгарской кухне салаты в основном овощные, в которых используются свежие и маринованные овощи и травы. При приготовлении болгарских салатов с огурцов, томатов, перцев принято снимать кожицу. Печёности ориентированы на запекание сырной основы с овощами. Соусы также овощные, например лютеница.
В качестве хлеба болгары используют питу, лепёшки (болг. пърленка) и сладкие куличи — козунаки.
| Название                   | Описание                                                                                       |
| -------------------------- | ---------------------------------------------------------------------------------------------- |
| Брынза                     | Рассольный сыр из овечьего, коровьего, козьего или буйволиного молока                          |
| Шопский салат              | Овощной салат                                                                                  |
| Пастуший салат             | Овощной салат с ветчиной                                                                       |
| Баница                     | Пирог из тонкого слоёного теста с брынзой или другой начинкой                                  |
| Тиквеник                   | Пирог с тыквой                                                                                 |
| Попара                     | Блюдо из хлеба, залитого молоком, чаем или водой                                               |
| Погача                     | Хлеб (подобен караваю)                                                                         |
| Кашкавал                   | Сыр                                                                                            |
| Лютеница                   | Смесь из измельчённого перца и помидоров с приправами                                          |
| Тутманик                   | Слоёный пирог с начинкой из брынзы и мяса                                                      |
| Мекица                     | Лепёшка из жареного теста                                                                      |
| Катма                      | Лепёшка, подобная оладьям                                                                      |
| Мыраница                   | Приправа или закуска, состоящая из кислого молока (йогурта), толчёного чеснока, красного перца |
| Болгарский огуречный салат |                                                                                                |
| Принцесса                  | Бутерброд с мясным фаршем, яйцом и сыром                                                       |
| Снежанка                   | Салат с солёными или свежими огурцами, йогуртом и специями                                     |

### Супы
Болгарская кухня богата супами: зелёными, мясными и рыбными, которые готовят в зависимости от сезона. Например, таратор обычно готовят летом. В числе самых известных болгарских супов «шкембе-чорба» и «курбан-чорба».
| Название                       | Описание                                                   |
| ------------------------------ | ---------------------------------------------------------- |
| Таратор                        | Холодный суп из кисломолочного йогурта со свежими огурцами |
| Чорба                          | Густой горячий суп                                         |
| Супа топчета или чорба-топчета | Суп с фрикадельками                                        |

### Основные блюда
В зависимости от способа приготовления и состава продуктов основные блюда болгарской кухни подразделяют на гювечи (тушёные блюда из овощей), мусаки (запеканки), плакии (мясные блюда с маринадом из овощей), кебабы (блюда из жареного или запечённого мяса), яхнии (мясные блюда с соусом).
| Название    | Описание                                                                      |
| ----------- | ----------------------------------------------------------------------------- |
| Мусака      | Запечённый фарш с картофелем или баклажанами с яично-молочной заливкой        |
| Гювеч       | Тушёное мясо с картофелем, баклажанами, помидорами и другими овощами          |
| Каварма     | Запечённое мясо с луком и со специями                                         |
| Сарми       | Голубцы из свинины, говядины или баранины в капустных или виноградных листьях |
| Кебаб       | Тушёные кусочки свинины или баранины с красным перцем и специями              |
| Кюфте       | Мясные шарики, фрикадельки, сделанные преимущественно из баранины             |
| Пастрома    | Копчёное мясо со специями                                                     |
| Бастурма    | Вяленое мясо со специями                                                      |
| Имам баялды | Блюдо из баклажанов                                                           |
| Плакия      | Мясо или рыба с большим количеством лука — запекается в духовке               |
| Яхния       | Густое блюдо из мяса и овощей                                                 |
| Манджа      | Рагу или густой суп                                                           |
| Чушка бюрек | Фаршированный перец                                                           |
| Пататник    | Запеканка из картофеля                                                        |

Колбасы:
- Суджук
- Луканка
- Саздарма
- Сушеница

### Десерты
| Название    | Описание                                                              |
| ----------- | --------------------------------------------------------------------- |
| Рахат-лукум | Сладость из крахмала, сахара и воды, в которую иногда добавляют орехи |
| Халва       | Сладость из сахара, орехов или семян                                  |
| Пахлава     | Сладость из слоёного теста с орехами в сиропе                         |
| Гараш       | Шоколадный торт                                                       |

## Традиционные болгарские напитки

### Безалкогольные напитки
| Название          | Описание                                               |
| ----------------- | ------------------------------------------------------ |
| Йогурт            | Кисломолочный напиток                                  |
| Айран             | Кисломолочный напиток, изготовляемый из йогурта и воды |
| Минеральные воды: | Bankia, Devin, Gorna Banya, Hissar                     |

### Алкогольные напитки
Виноградарство в Болгарии имеет глубокие корни. В Болгарии производят белые и красные вина, среди традиционных крепких напитков выделяют ракию и мастику.
| Название | Описание                                                                         |
| -------- | -------------------------------------------------------------------------------- |
| Мастика  | Крепкий напиток, 47 % спирта                                                     |
| Мента    | Мятный ликёр                                                                     |
| Боза     | Слабоалкогольный напиток, 1 % спирта                                             |
| Ракия    | Крепкий напиток, 40-60 % спирта: сливовица, виноградная ракия, абрикосовая ракия |
| Вина     | мавруд, памид, гамза, димиат, мискет, мускат, пелинковач                         |
| Пелин    | Креплёное вино, настоенное на травах, вермут                                     |